# Джейнсвіль (Вісконсин)
Джейнсвіль (англ. Janesville) — місто (англ. city) в США, окружний центр округу Рок на півдні штату Вісконсин. Населення — 65 615 осіб (2020).

## Географія
Джейнсвіль розташований за координатами 42°41′5″ пн. ш. 89°0′47″ зх. д. / 42.68472° пн. ш. 89.01306° зх. д. (42.684698, -89.013170). За даними Бюро перепису населення США в 2010 році місто мало площу 89,22 км², з яких 87,69 км² — суходіл та 1,52 км² — водойми.

### Клімат
| Клімат : Джейнсвіль     | Клімат : Джейнсвіль | Клімат : Джейнсвіль | Клімат : Джейнсвіль | Клімат : Джейнсвіль | Клімат : Джейнсвіль | Клімат : Джейнсвіль | Клімат : Джейнсвіль | Клімат : Джейнсвіль | Клімат : Джейнсвіль | Клімат : Джейнсвіль | Клімат : Джейнсвіль | Клімат : Джейнсвіль | Клімат : Джейнсвіль |
| Показник                | Січ.                | Лют.                | Бер.                | Квіт.               | Трав.               | Черв.               | Лип.                | Серп.               | Вер.                | Жовт.               | Лист.               | Груд.               | Рік                 |
| Абсолютний максимум, °C | 16,0                | 19,0                | 25,6                | 33,0                | 34,4                | 36,0                | 38,0                | 35,0                | 36,1                | 32,0                | 25,0                | 21,0                | 38,0                |
| Середній максимум, °C   | −3,1                | −0,3                | 7,0                 | 14,8                | 20,6                | 25,5                | 28,1                | 26,7                | 22,8                | 16,2                | 8,7                 | −0,4                | 13,9                |
| Середня температура, °C | −6,4                | −3,9                | 2,4                 | 9,5                 | 15,3                | 20,5                | 23,2                | 21,8                | 17,3                | 10,9                | 4,5                 | −3,3                | 9,4                 |
| Середній мінімум, °C    | −9,9                | −7,6                | −1,9                | 4,3                 | 9,9                 | 15,2                | 17,7                | 16,7                | 12,0                | 5,9                 | 0,5                 | −6,8                | 4,7                 |
| Абсолютний мінімум, °C  | −31                 | −29,3               | −22                 | −9,9                | −3                  | 3,0                 | 8,0                 | 5,0                 | −2,1                | −6,6                | −22,1               | −29                 | −31                 |
| Норма опадів, мм        | 36                  | 33                  | 56                  | 79                  | 89                  | 109                 | 96                  | 102                 | 99                  | 66                  | 56                  | 41                  | 862                 |
| Днів зі снігом          | 6,1                 | 4,6                 | 2,7                 | 0,4                 | 0,0                 | 0,0                 | 0,0                 | 0,0                 | 0,0                 | 0,1                 | 1,1                 | 5,8                 | 20,8                |
| ----------------------- | ------------------- | ------------------- | ------------------- | ------------------- | ------------------- | ------------------- | ------------------- | ------------------- | ------------------- | ------------------- | ------------------- | ------------------- | ------------------- |
| Джерело: Climatebase.ru |                     |                     |                     |                     |                     |                     |                     |                     |                     |                     |                     |                     |                     |

## Демографія
Згідно з переписом 2010 року, у місті мешкало 63 575 осіб у 25 828 домогосподарствах у складі 16 718 родин. Густота населення становила 713 осіб/км². Було 27996 помешкань (314/км²).
Расовий склад населення:
| - 91,7 % — білих - 2,6 % — чорних або афроамериканців - 1,3 % — азіатів - 0,3 % — корінних американців - 2,0 % — осіб інших рас |

До двох чи більше рас належало 2,1 %. Частка іспаномовних становила 5,4 % від усіх жителів.
За віковим діапазоном населення розподілялося таким чином: 24,7 % — особи молодші 18 років, 61,4 % — особи у віці 18—64 років, 13,9 % — особи у віці 65 років та старші. Медіана віку мешканця становила 37,1 року. На 100 осіб жіночої статі у місті припадало 95,8 чоловіків; на 100 жінок у віці від 18 років та старших — 93,0 чоловіків також старших 18 років.
Середній дохід на одне домашнє господарство становив 61 746 доларів США (медіана — 49 001), а середній дохід на одну сім'ю — 72 660 доларів (медіана — 60 921). Медіана доходів становила 46 881 долар для чоловіків та 35 097 доларів для жінок. За межею бідності перебувало 15,2 % осіб, у тому числі 22,1 % дітей у віці до 18 років та 7,8 % осіб у віці 65 років та старших.
Цивільне працевлаштоване населення становило 30 592 особи. Основні галузі зайнятості: освіта, охорона здоров'я та соціальна допомога — 22,2 %, виробництво — 21,2 %, роздрібна торгівля — 13,5 %, мистецтво, розваги та відпочинок — 8,8 %.

## Уродженці
- Браян Стейл (* 1981) — американський бізнесмен, політик-республіканець.